# Svenska Vitterhetssamfundet
Svenska Vitterhetssamfundet (SVS) är ett samfund som instiftades den 22 maj 1907 i Uppsala och har som uppgift att utge klassiska svenska författares verk i vetenskapligt tillfredsställande upplagor. Samfundet ägnar sig åt utgivning av svenska skönlitterära författarskap efter reformationen. I en historik över SVS skriver dess tidigare huvudredaktör Barbro Ståhle Sjönell:
”Samfundet är till sin konstruktion en ideell förening bestående av de medlemmar som anmält sitt inträde och erlagt en avgift som ständig medlem eller betalar en årsavgift. Arbetet leds av en styrelse på tolv personer, som representerar olika universitet i Sverige och företräder ämnena nordiska språk eller svenska och litteraturvetenskap. För utgivningen ansvarar de redaktörer som engagerats för uppdraget av styrelsen och en redaktion bestående av huvudredaktör och biträdande huvudredaktör. Tryckningen bekostas genom bidrag från olika fonder och stiftelser.”
SVS har varit medlem i De Litterära Sällskapen i Sverige (DELS) ända sedan denna sammanslutning bildades 1990. SVS deltar varje år i bokmässan i Göteborg.
Svenska Vitterhetssamfundet har varit pådrivande för utvecklingen av textkritisk teori och utbildning i Sverige. Sedan 1990-talet har samfundet anordnat flera kurser och konferenser i textkritik, ofta i samarbete med Nordiskt Nätverk för Editionsfilologer. Till stöd för utgivningsarbete finns Paula Henriksons skrift Textkritisk utgivning. Råd och riktlinjer (2007).

## Ordförande
- 1907–1918 Karl Warburg
- 1918–1947 Otto Sylwan
- 1947–1969 Elias Wessén
- 1969–1980 Carl Ivar Ståhle
- 1980–1984 Bertil Molde
- 1984–2013 Sture Allén
- 2013–2019 Anders Olsson
- 2019–         Paula Henrikson

## Utgivning
Hittills har samfundet utgivit skrifter av ett fyrtiotal författare (2020). Sammanlagt omfattar utgivningen hittills drygt 170 volymer, där varje volym ofta består av flera häften, vilket innebär en utgivningstakt mellan två och tre böcker per år.
Den äldsta serien heter Svenska författare utgivna av Svenska Vitterhetssamfundet (SFSV). I den ingår utgåvor som omfattar samlade författarskap, till exempel Lenngren, Kellgren, Thorild och Runeberg, men även enstaka verk föreligger såsom Atterboms Rimmarbandet, Rydbergs Singoalla och Strindbergs Mäster Olof. Runebergutgåvan utgavs i samarbete med Svenska litteratursällskapet i Finland.
År 1989 startade SVS en ny serie, som skulle komplettera SFSV. Den nya serie kallas ibland för den ’blå’ serien på grund av färgen på omslagen. Volymerna i Ny serie innehåller text och kommentarer i samma band, och ges ut både bundna och häftade. I Ny serie har bland annat tidiga kvinnliga romanförfattarna i Sverige givits ut: Fredrika Bremer, Sophie von Knorring och Emilie Flygare-Carlén.
En faksimilserie ingår även i utgivning. Hittills har i denna serie utkommit Våra försök (3 vol.], Witterhets arbeten (2 vol.) och Phosphoros (3 vol.).
Ett pågående utgivningsprojekt som Vitterhetssamfundet är involverat i är C.J.L. Almqvists Samlade Verk, som initierades i samarbete med Almqvistsällskapet.
Samfundet ger också ut antologier med uppsatser om textkritik och publicerar de anföranden som hålls vid årsmötet.
All utgivning publiceras också digitalt i Litteraturbanken.

## Svenska författare som publicerats av SVS
- Carl Jonas Love Almqvist (1793–1866)
- Per Daniel Amadeus Atterbom (1790–1855)
- Carl Michael Bellman (1740–1795)
- Fredrika Bremer (1801–1865)
- Sophia Elisabet Brenner (1659–1730)
- Samuel Columbus (1642–1679)
- Gunno Eurelius Dahlstierna (1661–1709)
- Olof von Dalin (1708–1763)
- Carl August Ehrensvärd (1745–1800)
- Emilie Flygare-Carlén (1807–1892)
- Gustaf Fröding (1860–1911)
- Urban Hjärne (1641–1724)
- Israel Holmström (1661–1708)
- Lars Johansson, "Lasse Lucidor" (1638–1674)
- Johan Henric Kellgren (1751–1795)
- Sophie von Knorring (1797–1848)
- Kristina (1626–1689)
- Selma Lagerlöf (1858–1940)
- Anna Maria Lenngren (1754–1817)
- Carl Gustaf af Leopold (1756–1829)
- Bengt Lidner (1757–1793)
- Hedvig Charlotta Nordenflycht (1718–1763)
- Gustaf Rosenhane, "Skogekär Bergbo" (1619–1684)
- Torsten Rudeen (1661–1729)
- Johan Ludvig Runeberg (1804–1877)
- Johan Runius (1679–1713)
- Viktor Rydberg (1828–1895)
- Hans Gustaf Rålamb (1716–1790)
- Erik Sjöberg, "Vitalis" (1794–1828)
- Haquin Spegel (1645–1714)
- Erik Johan Stagnelius (1793–1823)
- Georg Stiernhielm (1598–1672)
- August Strindberg (1849–1912)
- Thomas Thorild (1759–1808)
- Jacob Wallenberg (1746–1778)
- Johan Olof Wallin (1779–1839)
- Johan Gabriel Werwing (1675–1715)

## Svenska författare utgivna av Svenska Vitterhetssamfundet
- I. Dalin, Olof von (1910). Bengt Hesselman & Martin Lamm. red. Then Swänska Argus. I–III. Svenska författare utgivna av Svenska Vitterhetssamfundet 1, 0346-7864. Stockholm: Svenska Vitterhetssamfundet & Bonnier. Libris 7732. https://litteraturbanken.se/forfattare/DalinOvon/titlar/faksimil
- II. Leopold, Carl Gustaf af (1911– (upplagan oavslutad)). Olle Holmberg, Åke-Hugo Hanson & Knut Fredlund. red. Samlade skrifter. I–II. Svenska författare utgivna av Svenska Vitterhetssamfundet 2, 0346-7864. Stockholm: Svenska Vitterhetssamfundet. Libris 135584. https://litteraturbanken.se/forfattare/LeopoldCG/titlar/faksimil
- III. Stagnelius, Erik Johan (1911–1919). Fredrik Böök. red. Samlade skrifter. I–V. Svenska författare utgivna av Svenska Vitterhetssamfundet 3, 0346-7864. Stockholm: Svenska Vitterhetssamfundet & Bonnier. Libris 7736. https://litteraturbanken.se/forfattare/LeopoldCG/titlar/faksimil
- IV. Johansson (Lucidor), Lars (1914–1930). Fredrik Sandwall. red. Samlade dikter. I–II. Svenska författare utgivna av Svenska Vitterhetssamfundet 4, 0346-7864. Stockholm: Svenska Vitterhetssamfundet & Bonnier. Libris 7742. https://litteraturbanken.se/forfattare/LucidorL/titlar
- V. Bellman, Carl Michael (1916–1977). Richard Steffen (I); Olof Byström (II); Carl Larsson & Magdalena Hellquist (III); Magdalena Hellquist (IV). red. Dikter. I–IV. Svenska författare utgivna av Svenska Vitterhetssamfundet 5, 0346-7864. Stockholm: Svenska Vitterhetssamfundet. Libris 140421. https://litteraturbanken.se/forfattare/BellmanCM/titlar
- VI. Lenngren, Anna Maria (1917–1926). Theodor Hjelmqvist & Karl Warburg. red. Samlade skrifter. I–III. Svenska författare utgivna av Svenska Vitterhetssamfundet 6, 0346-7864. Stockholm: Svenska Vitterhetssamfundet & Bonnier. Libris 7745. https://litteraturbanken.se/forfattare/LenngrenAM/titlar/titlar
- VII. Dahlstierna, Gunno (1920–1928). Erik Noreen. red. Samlade dikter. I–II. Svenska författare utgivna av Svenska Vitterhetssamfundet 7, 0346-7864. Stockholm: Svenska Vitterhetssamfundet & Bonnier. Libris 114759. https://litteraturbanken.se/forfattare/DahlstiernaG/titlar
- VIII. Stiernhielm, Georg (1924– (upplagan oavslutad)). Johan Nordström, Per Wieselgren, Bernt Olsson m.fl.. red. Samlade skrifter. I–III. Svenska författare utgivna av Svenska Vitterhetssamfundet 8, 0346-7864. Stockholm: Svenska Vitterhetssamfundet. Libris 135570. https://litteraturbanken.se/forfattare/StiernhielmG/titlar
- IX. Kellgren, Johan Henric (1923– (upplagan oavslutad)). Sverker Ek, Allan Sjöding & Otto Sylwan. red. Samlade skrifter. I–IX. Svenska författare utgivna av Svenska Vitterhetssamfundet 9, 0346-7864. Stockholm: Svenska Vitterhetssamfundet. Libris 114762. https://litteraturbanken.se/forfattare/KellgrenJH/titlar
- X. Ehrensvärd, Carl August (1922–1925). Gunhild Bergh. red. Skrifter. I–II. Svenska författare utgivna av Svenska Vitterhetssamfundet 10, 0346-7864. Stockholm: Svenska Vitterhetssamfundet & Bonnier. Libris 114777. https://litteraturbanken.se/forfattare/EhrensvardCA/titlar
- XI. Nordenflycht, Hedvig Charlotta (1924–1938). Hilma Borelius & Theodor Hjelmqvist. red. Samlade skrifter. I–III. Svenska författare utgivna av Svenska Vitterhetssamfundet 11, 0346-7864. Stockholm: Svenska Vitterhetssamfundet & Bonnier. Libris 2937732. https://litteraturbanken.se/forfattare/NordenflychtHC/titlar
- XII. Sjöberg (Vitalis), Erik (1926–1932). Algot Werin. red. Samlade skrifter. I–II. Svenska författare utgivna av Svenska Vitterhetssamfundet 12, 0346-7864. Stockholm: Svenska Vitterhetssamfundet & Bonnier. Libris 114788. https://litteraturbanken.se/forfattare/SjobergE/titlar
- XIII. Wallenberg, Jacob (1928–1941). Nils Afzelius. red. Samlade skrifter. I–II. Svenska författare utgivna av Svenska Vitterhetssamfundet 13, 0346-7864. Stockholm: Svenska Vitterhetssamfundet & Bonnier. Libris 114791. https://litteraturbanken.se/forfattare/WallenbergJ/titlar
- XIV. Lidner, Bengt (1930–1992). Harald Elovson m.fl.. red. Samlade skrifter. I–IV. Svenska författare utgivna av Svenska Vitterhetssamfundet 14, 0346-7864. Stockholm: Svenska Vitterhetssamfundet. Libris 114794. https://litteraturbanken.se/forfattare/LidnerB/titlar
- XV. Thorild, Thomas (1932). Stellan Arvidson m.fl.. red. Samlade skrifter. I–XII (del XIII planerad). Svenska författare utgivna av Svenska Vitterhetssamfundet 15, 0346-7864. Stockholm: Svenska Vitterhetssamfundet. Libris 114802. https://litteraturbanken.se/forfattare/ThorildT/titlar
- XVI. Runeberg, Johan Ludvig (1933–2005). Gunnar Castrén, Martin Lamm m.fl.. red. Samlade skrifter. I–XX. Svenska författare utgivna av Svenska Vitterhetssamfundet 16, 0346-7864. Stockholm: Svenska Vitterhetssamfundet. Libris 111251. https://litteraturbanken.se/forfattare/RunebergJL/titlar
- XVII. Runius, Johan (1933–1955). Erik Noreen, Fredrik Sandwall & Carl Larsson. red. Samlade skrifter. I–IV. Svenska författare utgivna av Svenska Vitterhetssamfundet 17, 0346-7864. Stockholm: Svenska Vitterhetssamfundet. Libris 7749. https://litteraturbanken.se/forfattare/RuniusJ/titlar
- XVIII. Rydberg, Viktor (1941–1968). Ingemar Wizelius. red. Singoalla. Svenska författare utgivna av Svenska Vitterhetssamfundet 18, 0346-7864. Stockholm: Svenska Vitterhetssamfundet. Libris 111273. https://litteraturbanken.se/forfattare/LenngrenAM/titlar/titlar
- XIX. Strindberg, August (1947–1979). Carl-Reinhold Smedmark. red. Mäster Olof. I–II. Svenska författare utgivna av Svenska Vitterhetssamfundet 19, 0346-7864. Stockholm: Svenska Vitterhetssamfundet. Libris 114828. https://litteraturbanken.se/forfattare/StrindbergA/titlar
- XX. Törneros, Adolph (1950–2015). Nils Afzelius & Torkel Stålmarck. red. Brev och dagboksanteckningar. I–V. Svenska författare utgivna av Svenska Vitterhetssamfundet 20, 0346-7864. Stockholm: Svenska Vitterhetssamfundet. Libris 111275. https://litteraturbanken.se/forfattare/TornerosA/titlar
- XXI. Stiernhielm, Georg (1955). Agne Beijer & Elias Wessén. red. Spel om Herculis Wägewal. Svenska författare utgivna av Svenska Vitterhetssamfundet 21, 0346-7864. Stockholm: Svenska Vitterhetssamfundet. Libris 111274. https://litteraturbanken.se/forfattare/StiernhielmG/titlar/SpelOmHerculisWagewal/sida/2/faksimil
- XXII. Wallin, JOhan Olof (1955–1967). Emil Liedgren & Sten Malmström. red. Dikter. I–IV. Svenska författare utgivna av Svenska Vitterhetssamfundet 22, 0346-7864. Stockholm: Svenska Vitterhetssamfundet. Libris 7754. https://litteraturbanken.se/forfattare/LenngrenAM/titlar/titlar
- XXIII. Strindberg, August (1978–1993). Lars Dahlbäck & Göran Rossholm. red. Le plaidoyer d’un fou. I–II. Svenska författare utgivna av Svenska Vitterhetssamfundet 23, 0346-7864. Stockholm: Svenska Vitterhetssamfundet. Libris 159674. https://litteraturbanken.se/forfattare/StrindbergA/titlar
- XXIV. Atterbom, Per Daniel Amadeus (1992). Louise Vinge. red. Rimmarbandet. En satirisk pjäs. Svenska författare utgivna av Svenska Vitterhetssamfundet 24, 0346-7864. Stockholm: Svenska Vitterhetssamfundet. Libris 1440238. https://litteraturbanken.se/forfattare/AtterbomPDA
- XXV. Spegel, Haquin (1998– (upplagan oavslutad)). Bernt Olsson & Barbro Nilsson. red. Samlade skrifter. I–III. Svenska författare utgivna av Svenska Vitterhetssamfundet 25, 0346-7864. Stockholm: Svenska Vitterhetssamfundet. Libris 2483007. https://litteraturbanken.se/forfattare/SpegelH/titlar
- XXVI. Dalin, Olof von (2008– (upplagan oavslutad)). Ingemar Carlsson, James Massengale, Gun Carlsson, Barbro Ståhle Sjönell & Petra Söderlund. red. Samlade skrifter.. Svenska författare utgivna av Svenska Vitterhetssamfundet 26, 0346-7864. Stockholm: Svenska Vitterhetssamfundet. Libris 183295. https://litteraturbanken.se/forfattare/DalinOvon/titlar
- XXVII Brenner, Sophia Elisabeth (2009– (upplagan oavslutad)). Samlade dikter. I–II. Svenska författare utgivna av Svenska Vitterhetssamfundet 27, 0346-7864. Stockholm: Svenska Vitterhetssamfundet. Libris 11625223. https://litteraturbanken.se/forfattare/BrennerSE/titlar
- XXVIII L'Histoire de La Reine Christine (2019). Svenska författare utgivna av Svenska Vitterhetssamfundet 28, 0346–7864. Stockholm: Svenska Vitterhetssamfundet. Libris länk

## Svenska författare. Ny serie
- Arvidi, Andreas (1996). Mats Malm; inl. Mats Malm & Kristian Wåhlin. red. Manuductio Ad Poesin Svecanam. Thet är/En kort Handledning til thet Swenske Poeterij/ Verss- eller Rijm-konsten. Svenska författare. Ny serie, 1100-729X. Stockholm: Svenska Vitterhetssamfundet. Libris 8372778. ISBN 91-7230-062-0 (inb.). https://litteraturbanken.se/forfattare/ArvidiA/titlar/Manuductio/sida/1/faksimil
- Bremer, Fredrika (2009). Maria Wahlström; huvudred. Barbro Ståhle Sjönell & biträdande huvudred. Petra Söderlund. red. En dagbok. Svenska författare. Ny serie, 1100-729X. Stockholm: Svenska Vitterhetssamfundet. Libris 11372498. ISBN 978-91-7230-145-0 (inb.). https://litteraturbanken.se/forfattare/BremerF/titlar/EnDagbok/sida/III/faksimil/

- Bremer, Fredrika (2000). Åsa Arping; huvudred. Barbro Ståhle Sjönell & biträdande huvudred. Petra Söderlund. red. Famillen H***. Svenska författare. Ny serie, 1100-729X. Stockholm: Svenska Vitterhetssamfundet. Libris 8372782. ISBN 91-7230-097-3 (hft.). https://litteraturbanken.se/forfattare/BremerF/titlar/FamillenH/sida/III/etext/

- Bremer, Fredrika (2000). Carina och Lars Burman. red. Grannarne. Svenska författare. Ny serie, 1100-729X. Stockholm: Svenska Vitterhetssamfundet. Libris 8372780. ISBN 91-7230-098-1 (hft.). https://litteraturbanken.se/forfattare/BremerF/titlar/Grannarne/sida/III/etext/
- Bremer, Fredrika (2016). Åsa Arping och Gunnel Furuland. red. Hertha, eller En själs historia. Teckning ur det verkliga livet. Svenska författare. Ny serie, 1100-729X. Stockholm: Svenska Vitterhetssamfundet. Libris 19823344. ISBN 978-91-7230-182-5 (inb.). https://litteraturbanken.se/forfattare/BremerF/titlar

- Flygare-Carlén, Emilie (2000). Johan Svedjedal. red. Pål Värning. En skärgårdsynglings äfventyr. Svenska författare. Ny serie, 1100-729X. Stockholm: Svenska Vitterhetssamfundet. Libris 7626827. ISBN 91-7230-100-7 (hft.). https://litteraturbanken.se/forfattare/FlygareCarlenE/titlar/PalVarning/sida/III/etext

- Flygare-Carlén, Emilie (2007). Yvonne Leffler; huvudred. Barbro Ståhle Sjönell & biträdande huvudred. Petra Söderlund. red. Ett köpmanshus i skärgården. I–III. Svenska författare. Ny serie, 1100-729X. Stockholm: Svenska Vitterhetssamfundet. Libris 10436039. https://litteraturbanken.se/forfattare/FlygareCarlenE/titlar

- Columbus, Samuel (1994–1995). Bernt Olsson & Barbro Nilsson. red. Samlade dikter. I–II. Svenska författare. Ny serie, 1100-729X. Stockholm: Svenska Vitterhetssamfundet. Libris 2006696. https://litteraturbanken.se/forfattare/ColumbusS/titlar

- Fröding, Gustaf (2005). Eva Jonsson. red. Dikter från hospitalet. Svenska författare. Ny serie, 1100-729X. Stockholm: Svenska Vitterhetssamfundet. Libris 9928243. ISBN 91-7230-121-X (inb.). https://litteraturbanken.se/forfattare/FrodingG/titlar/DikterFranHospitalet/sida/3/faksimil

- Hiärne, Urban (1995). Bernt Olsson & Barbro Nilsson. red. Samlade dikter. Svenska författare. Ny serie, 1100-729X. Stockholm: Svenska Vitterhetssamfundet. Libris 7626815. ISBN 91-7230-059-0 (inb.). https://litteraturbanken.se/forfattare/HiarneU/titlar/SamladeDikter/sida/3/faksimil

- Holmström, Israel (1999–2001). Bernt Olsson, Barbro Nilsson, Paula Henrikson & Mats Malm. red. Samlade dikter. I–II. Svenska författare. Ny serie, 1100-729X. Stockholm: Svenska Vitterhetssamfundet. Libris 8235952. https://litteraturbanken.se/forfattare/HolmstromI/titlar

- Johansson (Lucidor), Lars (1997). Stina Hansson. red. Samlade dikter. Svenska författare. Ny serie, 1100-729X. Stockholm: Svenska Vitterhetssamfundet. Libris 7626817. ISBN 91-7230-067-1 (inb.). https://litteraturbanken.se/forfattare/LucidorL/titlar/SamladeDikter/sida/3/faksimil
- Rudeen, Torsten (2019). Lars Burman red. Svenska författare. Ny serie, 1100-729X. Stockholm: Svenska Vitterhetssamfundet. Libris länk
- Rålamb, Hans Gustaf (2001). Mats Malm. red. En Swensk Adelsmans Äfwentyr. Svenska författare. Ny serie, 1100-729X. Stockholm: Svenska Vitterhetssamfundet. Libris 8413634. ISBN 91-7230-105-8 (inb.). https://litteraturbanken.se/forfattare/RalambHG/titlar/SwenskAdelsman/sida/III/faksimil

- Lars Burman, red (1993). Wenerid. Svenska författare. Ny serie, 1100-729X. Stockholm: Svenska Vitterhetssamfundet. Libris 7626814. ISBN 91-7230-050-7  (inb.). https://litteraturbanken.se/forfattare/BergboS/titlar/WeneridSVS/sida/3/faksimil/
- Wallenberg, Jacob (1998–2004). Torkel Stålmarck & Ingemar Rådberg. red. Samlade skrifter. I–III. Svenska författare. Ny serie, 1100-729X. Stockholm: Svenska Vitterhetssamfundet. Libris 2581176. https://litteraturbanken.se/forfattare/WallenbergJ/titlar
- Werving, Johan Gabriel (1989). Bernt Olsson och Barbro Nilsson. red. Samlade dikter. Svenska författare. Ny serie, 1100-729X. Stockholm: Svenska Vitterhetssamfundet. Libris 7626813. ISBN 91-7230-036-1  (inb.). https://litteraturbanken.se/forfattare/WervingJG/titlar/SamladeDikter/sida/3/faksimil

## Faksimilutgåvor
- Torkel Stålmarck, red (1975–1976). Våra Försök. I–III. Svenska författare. Ny serie, 1100-729X. Stockholm: Svenska Vitterhetssamfundet. Libris 124366. https://litteraturbanken.se/forfattare/Tankebyggarorden/titlar
- Torkel Stålmarck, red (1990–1992). Witterhets Arbeten. I–II. Svenska författare. Ny serie, 1100-729X. Stockholm: Svenska Vitterhetssamfundet. Libris 930838
- Paula Henrikson, red (2010– 2019). Phosphoros. I–III. Svenska författare. Ny serie, 1100-729X. Stockholm: Svenska Vitterhetssamfundet. Libris 11911881. https://litteraturbanken.se/forfattare/HenriksonP/titlar/

## Selma Lagerlöf
- Lagerlöf, Selma (2012). med inledning av Maria Karlsson; textkritisk kommentar av Petra Söderlund (huvudredaktör) och ordförklaringar av Jenny Bergenmar. red. Körkarlen. Berättelse. Stockholm: Svenska Vitterhetssamfundet. Libris 13416197. ISBN 978-91-7230-162-7 (inb.). https://litteraturbanken.se/forfattare/LagerlofS/titlar/Korkarlen2012/sida/III/faksimil
- Lagerlöf, Selma (2013). textkritisk utgåva utarbetad av medarbetarna vid Selma Lagerlöf-arkivet; huvudredaktör Petra Söderlund. red. Gösta Berlings saga. Stockholm: Svenska Vitterhetssamfundet. Libris 14713482. ISBN 978-91-7230-172-6 (inb.). https://litteraturbanken.se/forfattare/LagerlofS/titlar/Korkarlen2012/sida/III/faksimil
- Lagerlöf, Selma (2016). textkritisk utgåva utgiven av Petra Söderlund och Ilaria Tedde; inledning av Brigitte Mral; huvudredaktör Petra Söderlund. red. Tal. Stockholm: Svenska Vitterhetssamfundet. Libris 19446370. ISBN 978-91-7230-179-5 (inb.)

## C.J.L. Almqvists samlade verk
En ny utgåva av Almqvists samlade verk började utges 1996. Den följer delvis andra principer än den förra, som utgavs 1920—1938. Förutom en huvudserie med de tryckta verken, planeras ytterligare serier: Serie 2 Journalistik, Serie 3 Otryckta verk, Serie 4 Brev och Serie 5 Läroböcker. Förutom i tryckta volymer, publiceras delarna även digitalt på Litteraturbanken.
- Se även: Carl Jonas Love Almqvists samlade verk.